# دنيس إروين
دنيس إروين (بالإنجليزية: Dennis Irwin)‏ هو عازف جاز أمريكي، ولد في 18 نوفمبر 1951 في برمنغهام في الولايات المتحدة، وتوفي في 10 مارس 2008 في مانهاتن في الولايات المتحدة.

## وصلات خارجية
- الموقع الرسمي
- دنيس إروين على موقع IMDb (الإنجليزية)
- دنيس إروين على موقع ميوزك برينز (الإنجليزية)
- دنيس إروين على موقع أول ميوزيك (الإنجليزية)
- دنيس إروين على موقع ديسكوغز (الإنجليزية)